# Saison 2018 de l'équipe cycliste féminine Mitchelton-Scott
La Saison 2018 de l'équipe cycliste Mitchelton-Scott est la septième de la formation. L'équipe enregistre l'arrivée de la sprinteuse belge Jolien D'Hoore, vainqueur à douze reprises en 2017. Lucy Kennedy, une des révélations de 2017 avec sa victoire sur le Tour d'Ardèche est l'autre recrue. Au niveau des départs, Katrin Garfoot effectue une pause. Rachel Neylan et Georgia Baker quittent au l'équipe.
Annemiek van Vleuten réalise une nouvelle saison de haut vol. Elle commence par gagner la médaille d'argent en poursuite individuelle aux championnats du monde sur piste. Elle est ensuite troisième du Tour des Flandres et de Liège-Bastogne-Liège. Surtout, elle écrase le Tour d'Italie, gagnant l'étape en haut du Zoncolan puis le contre-la-montre en côte avant de lever les bras sur l'ultime étape. Elle enchaîne avec une victoire à l'arracher sur La course by Le Tour de France. Fin août, elle gagne le prologue, le contre-la-montre individuel, une autre étape et le classement général du Boels Ladies Tour. Elle conclut la saison aux championnats du monde, où elle conserve son titre en contre-la-montre avant de finir septième de la course en ligne alors que sa compatriote Anna van der Breggen s'impose. La saison de l'équipe est également marquée par la progression d'Amanda Spratt. Elle remporte d'abord le Santos Women's Tour. Elle est quatrième du Trofeo Alfredo Binda, cinquième de la Flèche wallonne puis deuxième de Liège-Bastogne-Liège. Ensuite, en mai, elle remporte l'Emakumeen Euskal Bira en s'échappant loin de l'arrivée sur la dernière étape qui est montagneuse. Troisième du Tour d'Italie, puis cinquième du Grand Prix de Plouay, elle finit sa saison en obtenant la médaille d'argent aux championnats du monde sur route. Jolien D'Hoore gagne elle la première édition des Trois Jours de La Panne. Elle est ensuite deuxième de Gand-Wevelgem. Elle gagne également une étape du Women's Tour et deux du Tour d'Italie. La formation est aussi deuxième du contre-la-montre par équipes du Tour de Norvège . Au moment du bilan, Annemiek van Vleuten remporte les classements World Tour et UCI. L'équipe est deuxième des deux classements.

## Préparation de la saison

### Partenaires et matériel de l'équipe

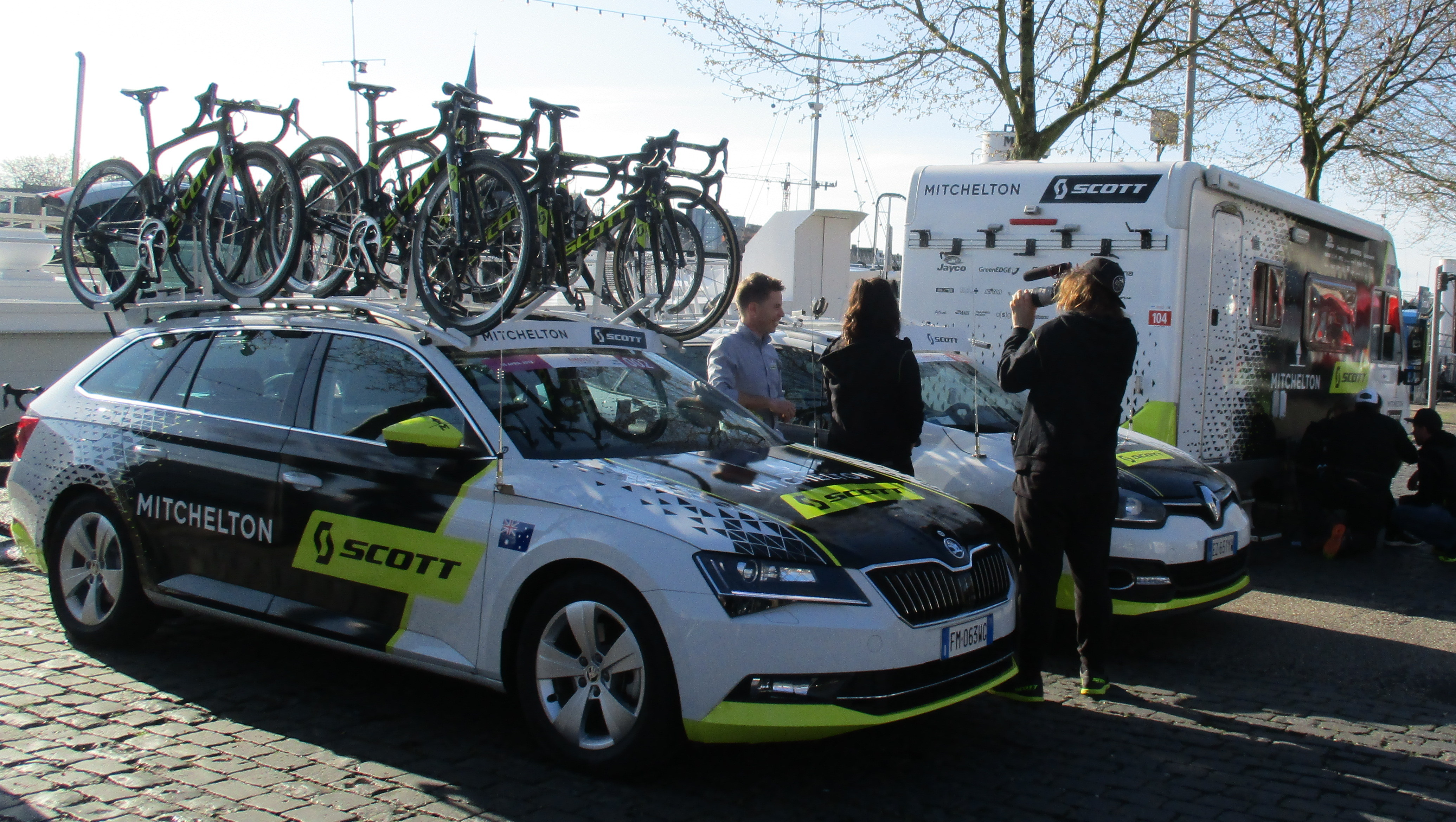
Véhicules de l'équipe

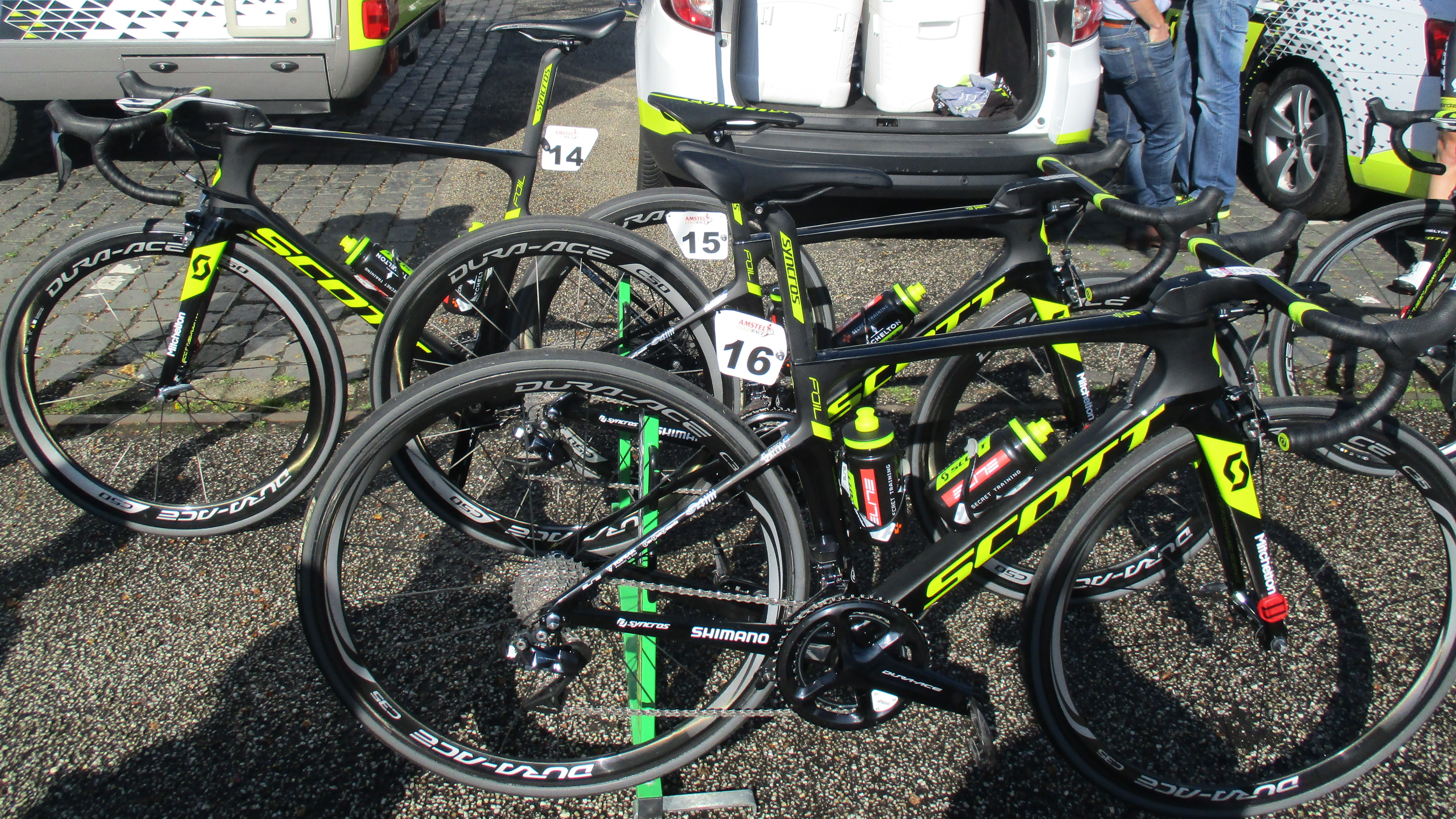
Vélos de l'équipe

La société viticole Mitchelton est le nouveau sponsor principal de l'équipe. Elle remplace Orica, qui l'était depuis 2012 et avait annoncé son retrait en fin d'année 2017. Mitchelton appartient à Gerry Ryan (en), propriétaire et fondateur de l'équipe, et ancien président de Cycling Australia (en). Scott reste fournisseur de cycles et cosponsor, de sorte que l'équipe prend le nom de Mitchelton-Scott. L'équipe féminine porte également ce nom.
Bleu marine durant les six saisons précédentes, le maillot devient principalement noir. Il est bordé de jaune comme en 2017. Comme en 2017 également, les deux sponsors principaux apparaissent sur le torse : Mitchelton en blanc, et Scott en jaune. Ils sont également présents dans le dos, Mitchelton sur les épaules et Jayco sur les manches. La poitrine arbore les logos de Jayco, autre sponsor appartenant à Gerry Ryan, GreenEdge, UCI World Tour, et le fournisseur du maillot, Giordana.

### Arrivées et départs

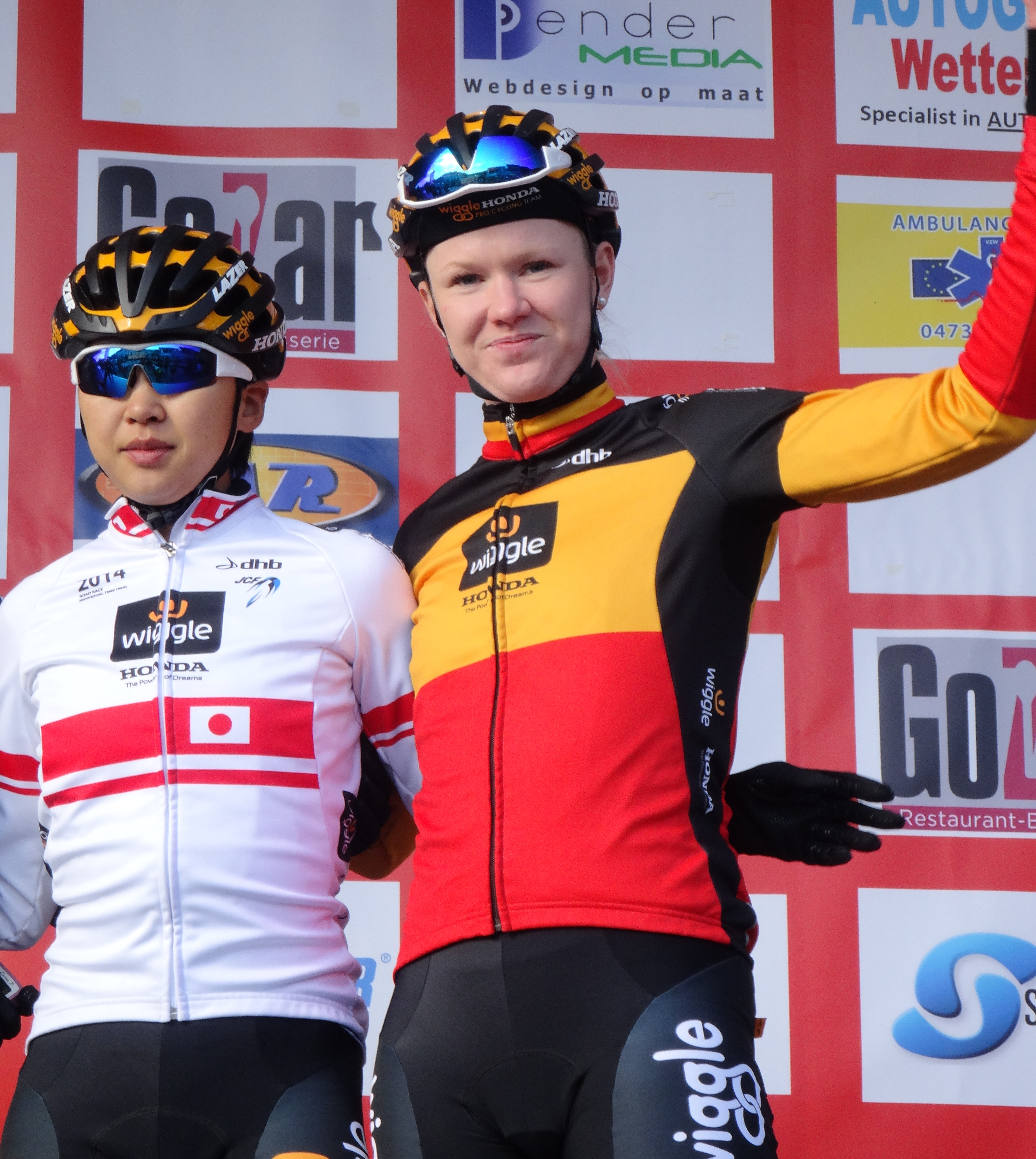
La Belge Jolien D'Hoore rejoint l'équipe

L'équipe enregistre l'arrivée de la sprinteuse belge Jolien D'Hoore, vainqueur à douze reprises en 2017. Lucy Kennedy, une des révélations de 2017 avec sa victoire sur le Tour d'Ardèche est l'autre recrue.
Au niveau des départs, Katrin Garfoot souhaite effectuer une pause afin de consacrer plus de temps à sa famille. Elle continue à courir mais sur le continent australien. Rachel Neylan rejoint la formation Movistar. Enfin, Georgia Baker retourne à l'échelon inférieur.
| Arrivées       | Équipe 2017  |
| -------------- | ------------ |
| Jolien D'Hoore | Wiggle High5 |
| Lucy Kennedy   | Amateur      |

| Départs        | Équipe 2018 |
| -------------- | ----------- |
| Georgia Baker  | Amateur     |
| Katrin Garfoot | Pause       |
| Rachel Neylan  | Movistar    |

## Effectif et encadrement

### Effectif
| Effectif 2018        | Effectif 2018     | Effectif 2018    | Effectif 2018                          |
| Cycliste             | Date de naissance | Pays             | Équipe précédente                      |
| -------------------- | ----------------- | ---------------- | -------------------------------------- |
| Jessica Allen        | 17 avril 1993     | Australie        | High5 Dream Team (2016)                |
| Jenelle Crooks       | 2 juillet 1994    | Australie        |                                        |
| Jolien D'Hoore       | 14 mars 1990      | Belgique         | Wiggle High5 (2017)                    |
| Gracie Elvin         | 31 octobre 1988   | Australie        | Faren-Honda (2012)                     |
| Lucy Kennedy         | 11 juillet 1988   | Australie        | High5 Dream Team (2017)                |
| Alexandra Manly      | 28 février 1996   | Australie        |                                        |
| Sarah Roy            | 27 février 1986   | Australie        | Poitou-Charentes.Futuroscope.86 (2014) |
| Amanda Spratt        | 17 septembre 1987 | Australie        |                                        |
| Annemiek van Vleuten | 8 octobre 1982    | Pays-Bas         | Bigla (2015)                           |
| Georgia Williams     | 25 août 1993      | Nouvelle-Zélande | BePink (2016)                          |
|                      |                   |                  |                                        |
| Source : UCI         |                   |                  |                                        |

Portraits
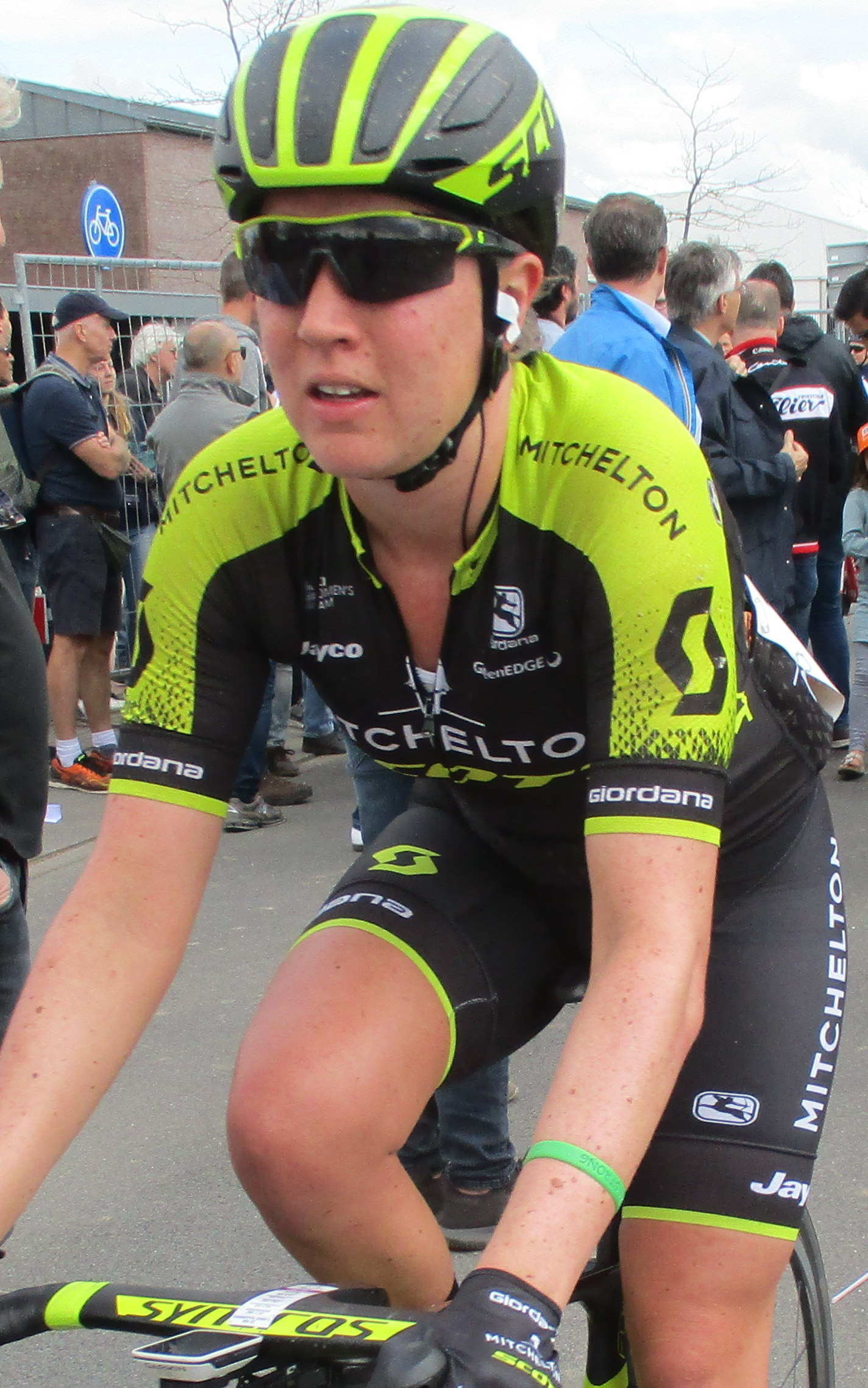
Jessica Allen
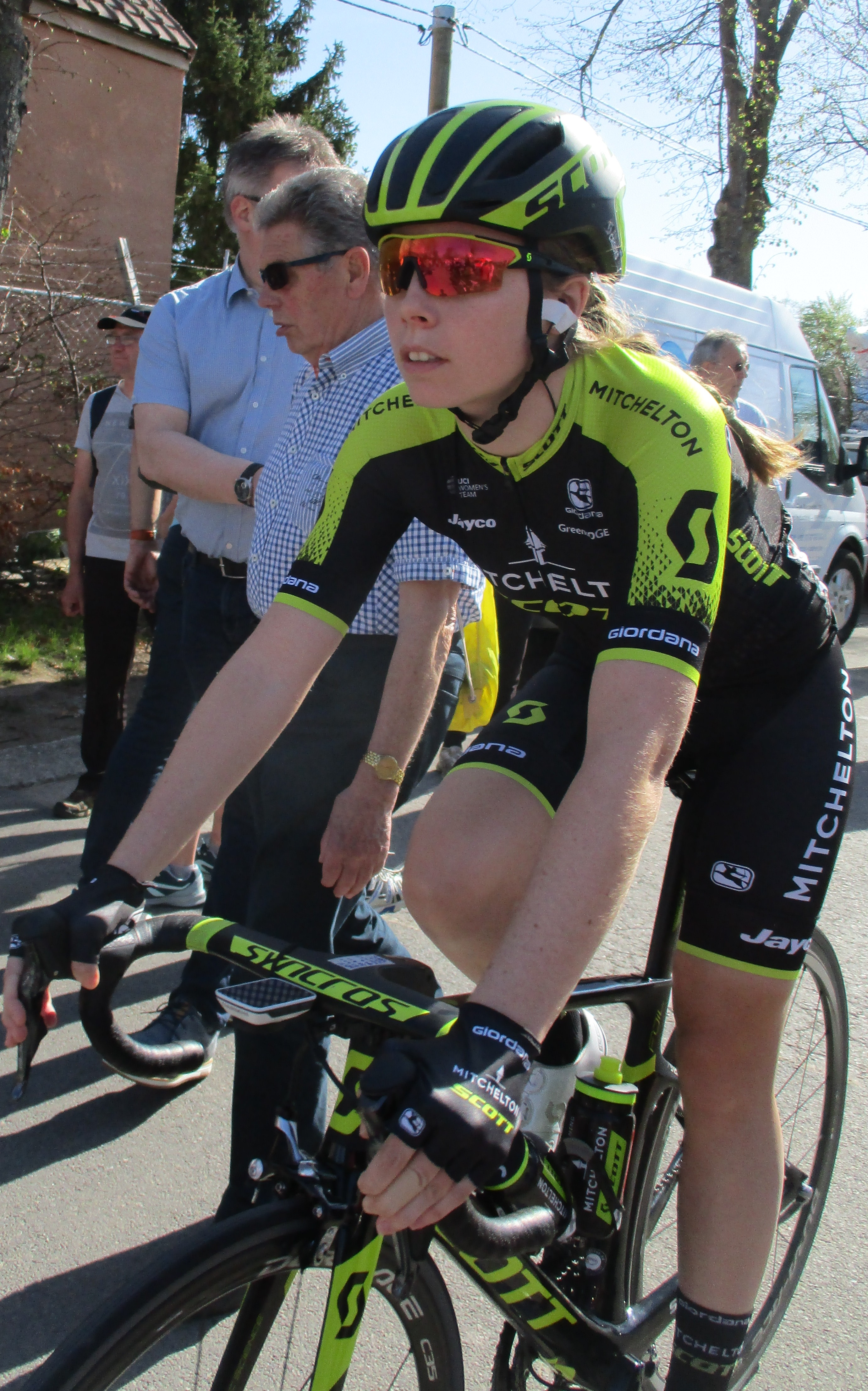
Jenelle Crooks
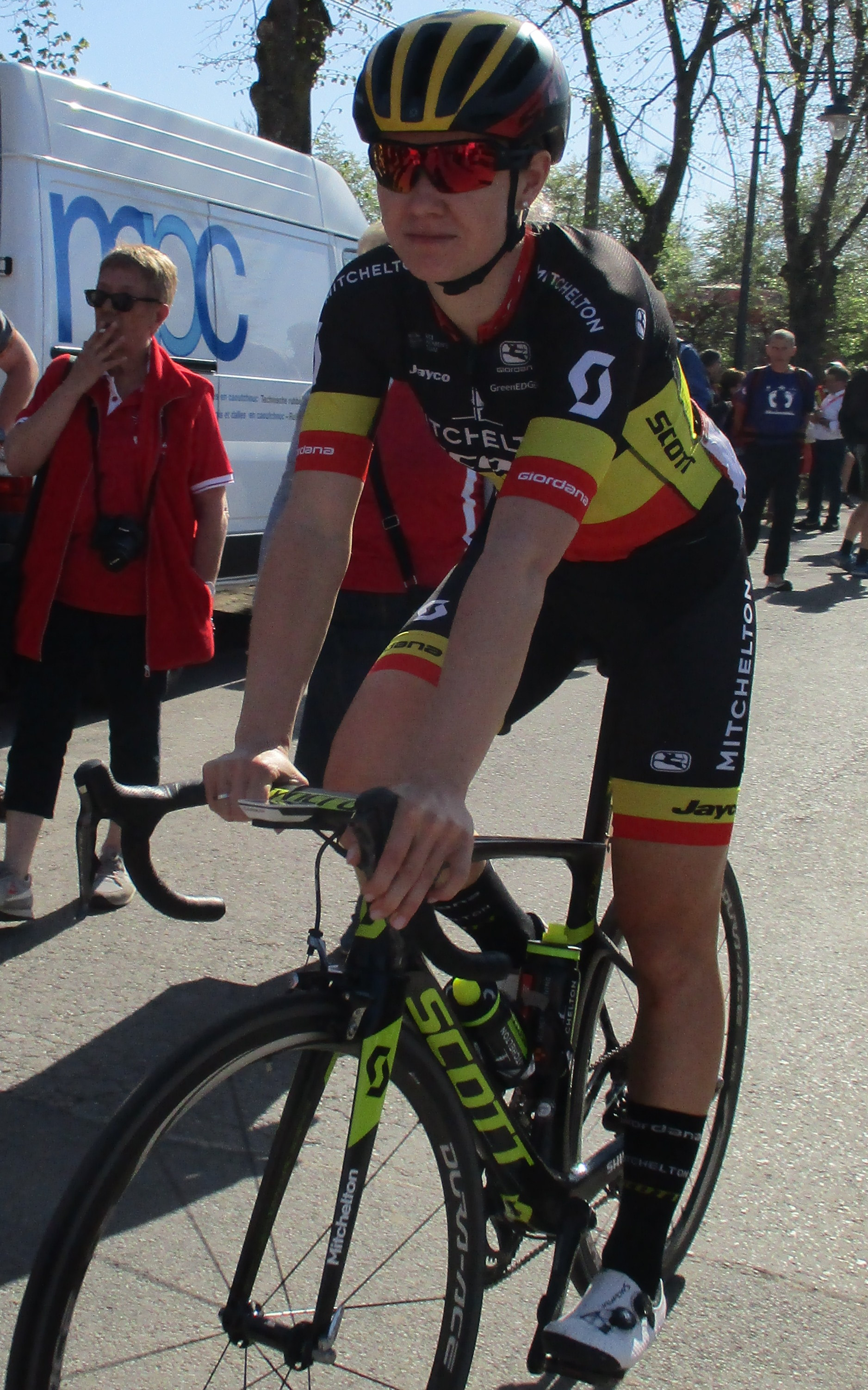
Jolien D'Hoore
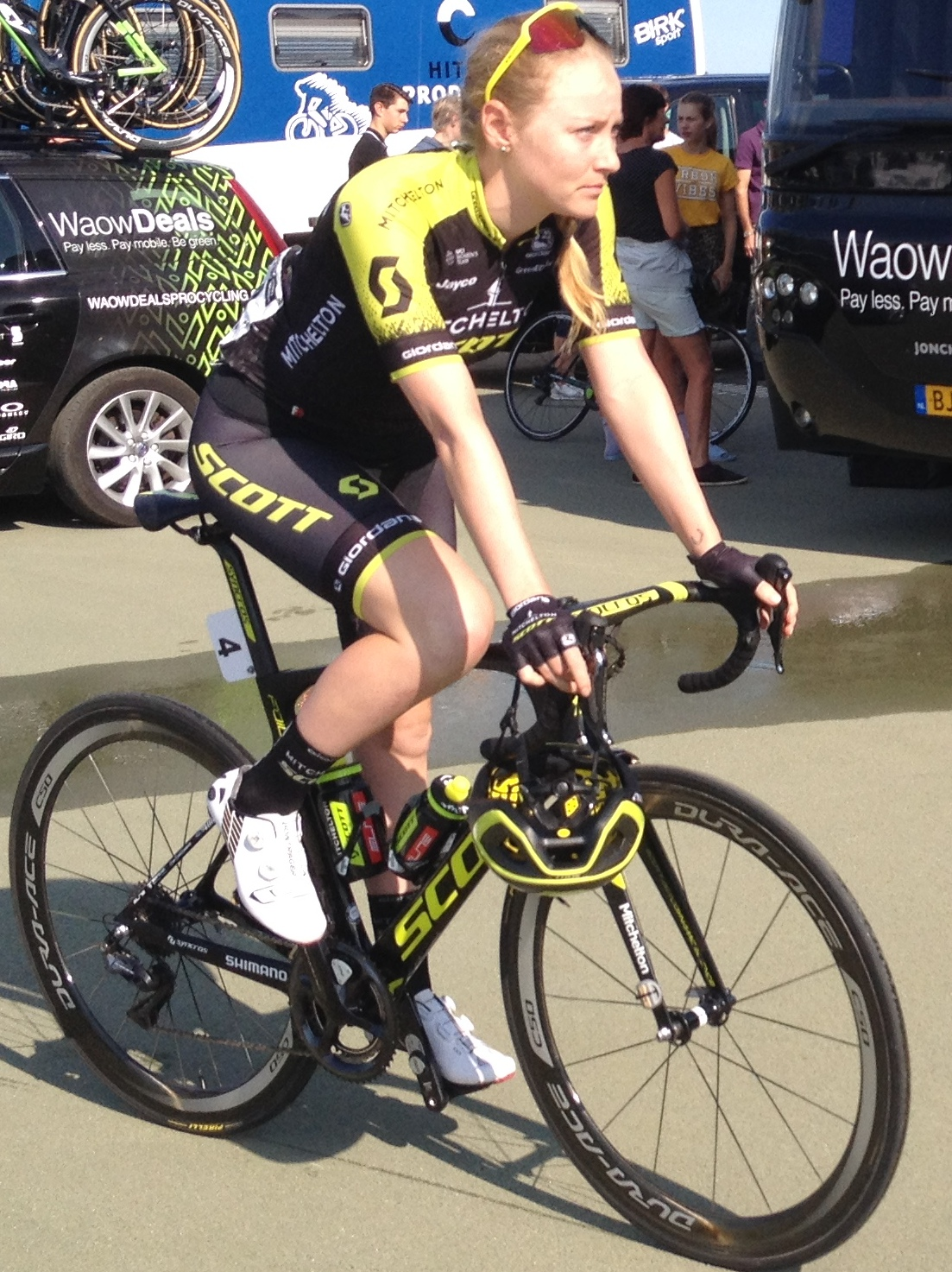
Gracie Elvin
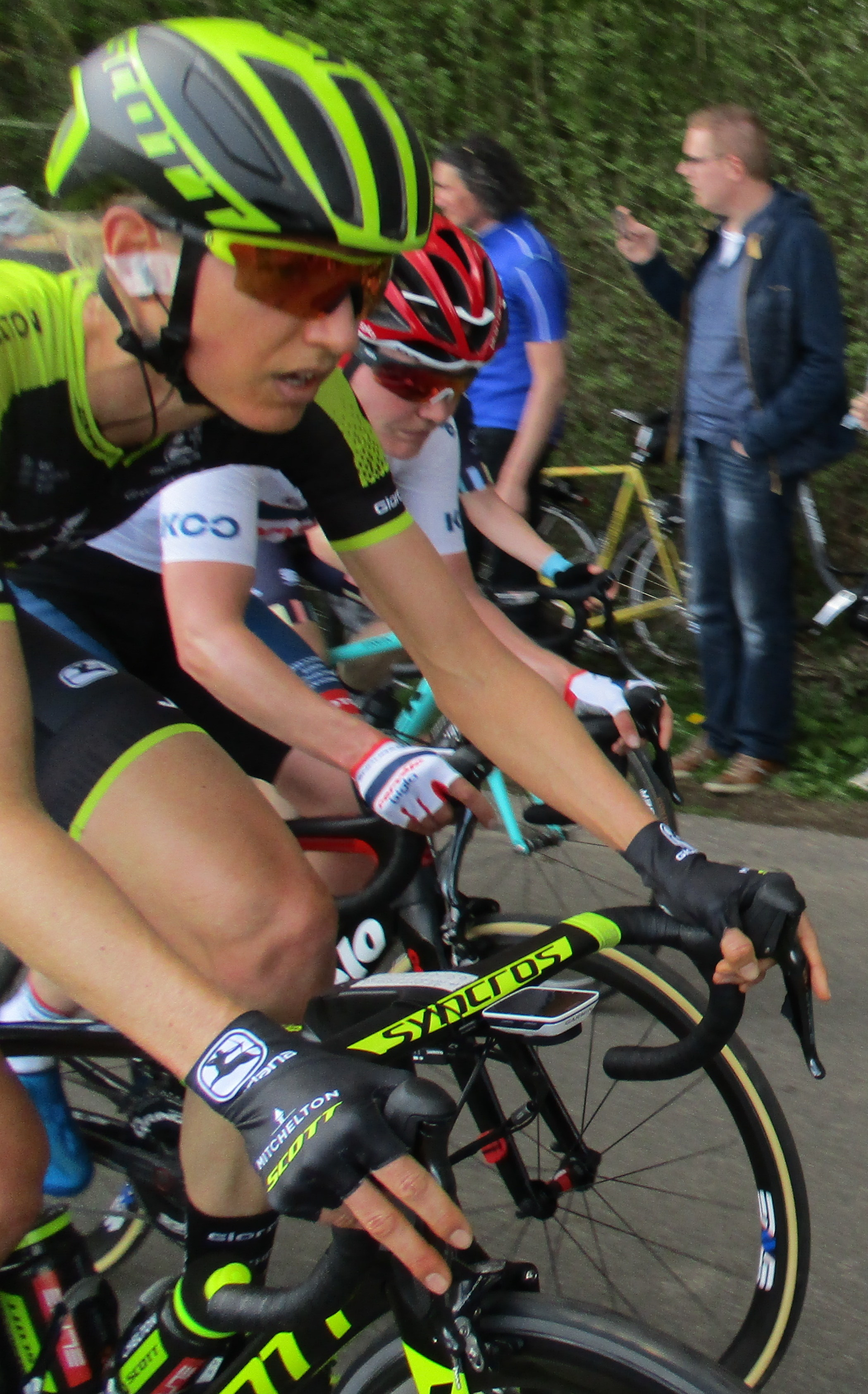
Lucy Kennedy
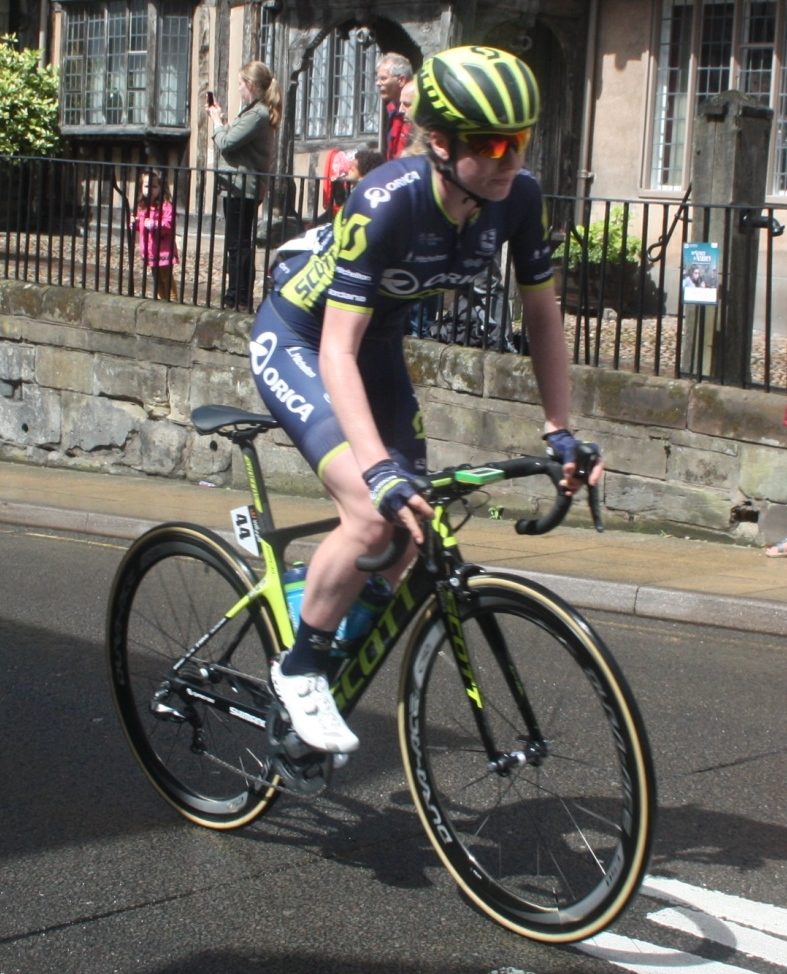
Alexandra Manly en 2017.
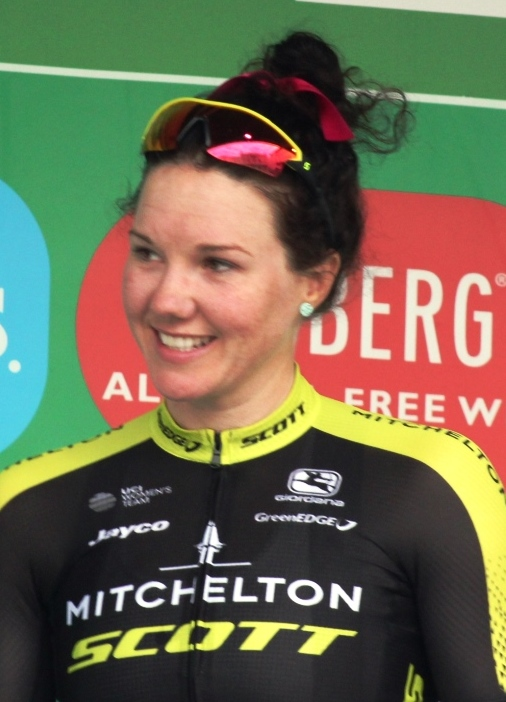
Sarah Roy
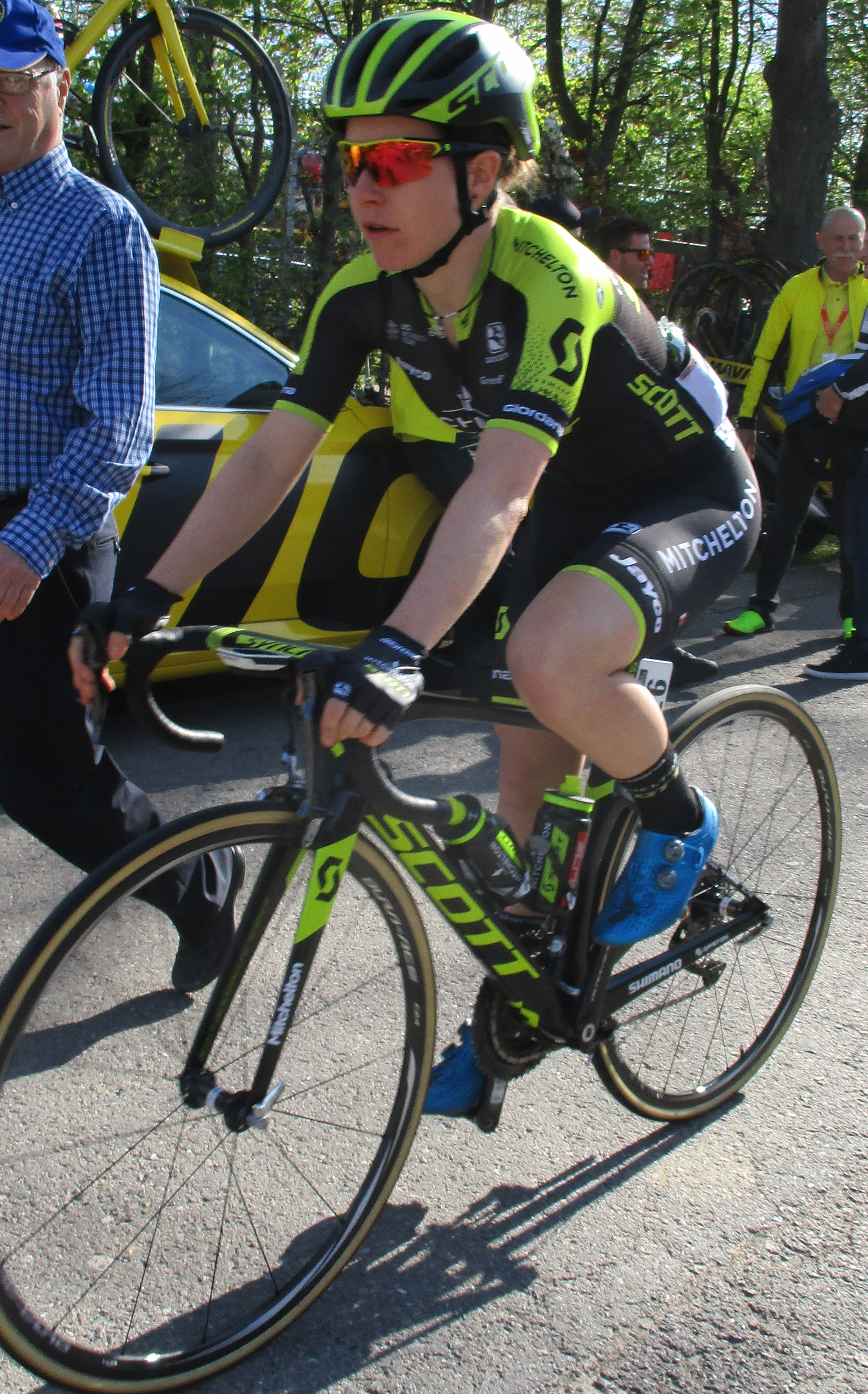
Amanda Spratt
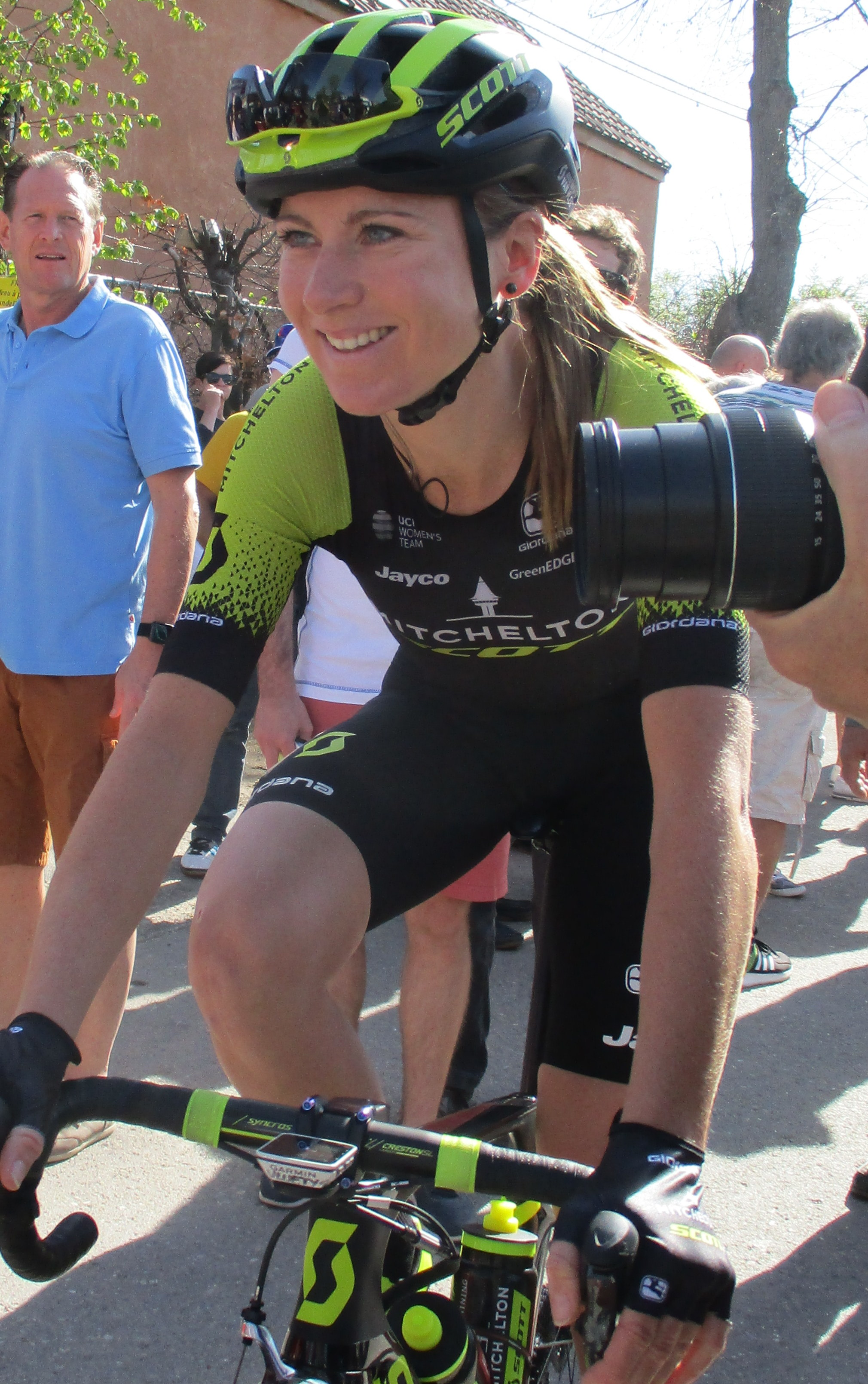
Annemiek van Vleuten
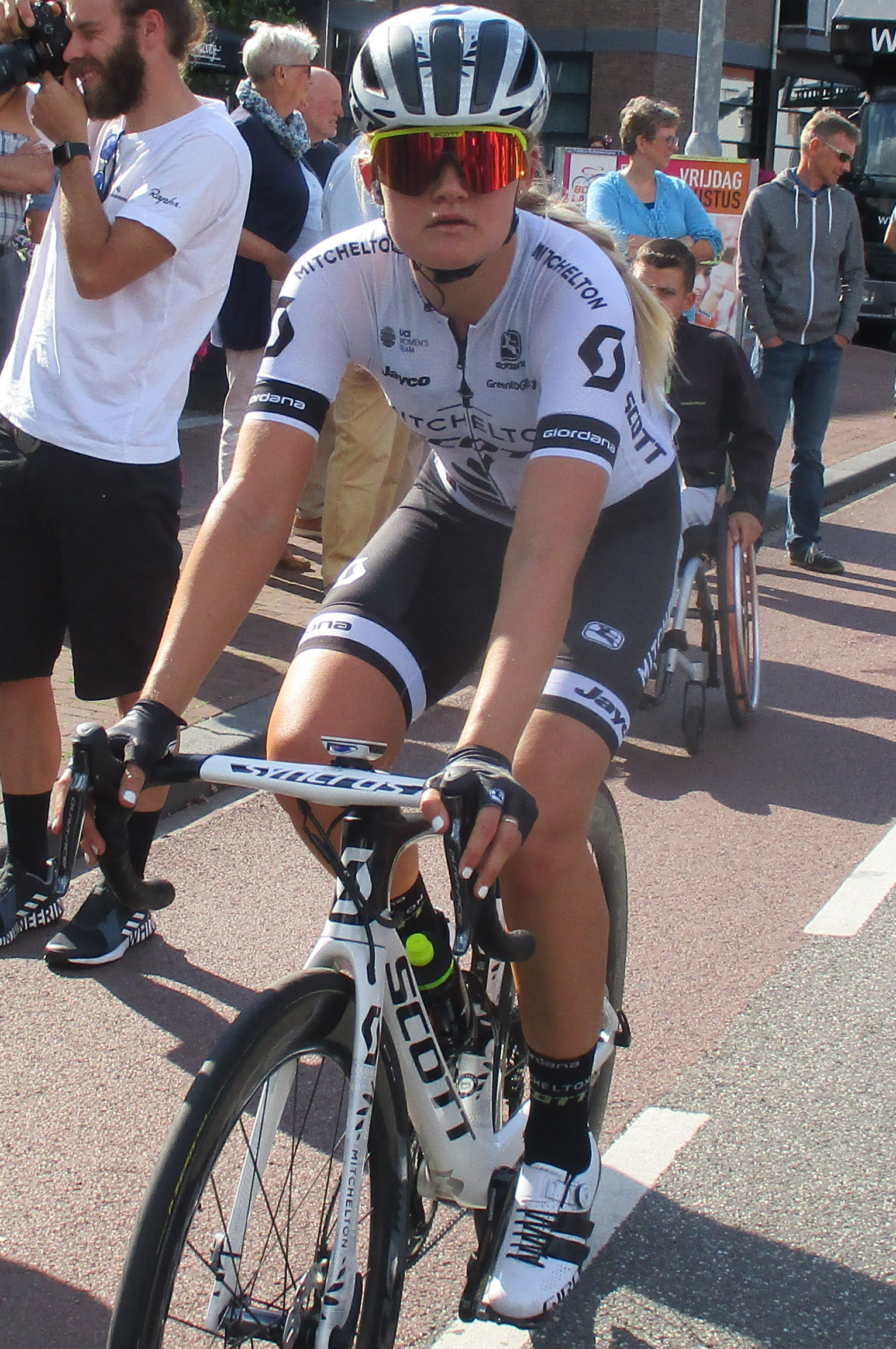
Georgia Williams

### Encadrement
Shayne Bannan est le représentant de l'équipe auprès de l'UCI. Gene Bates est le directeur sportif et est assisté par Martin Vestby en provenance de la formation Wiggle High5, tout comme Jolien D'Hoore.

## Déroulement de la saison

### Janvier

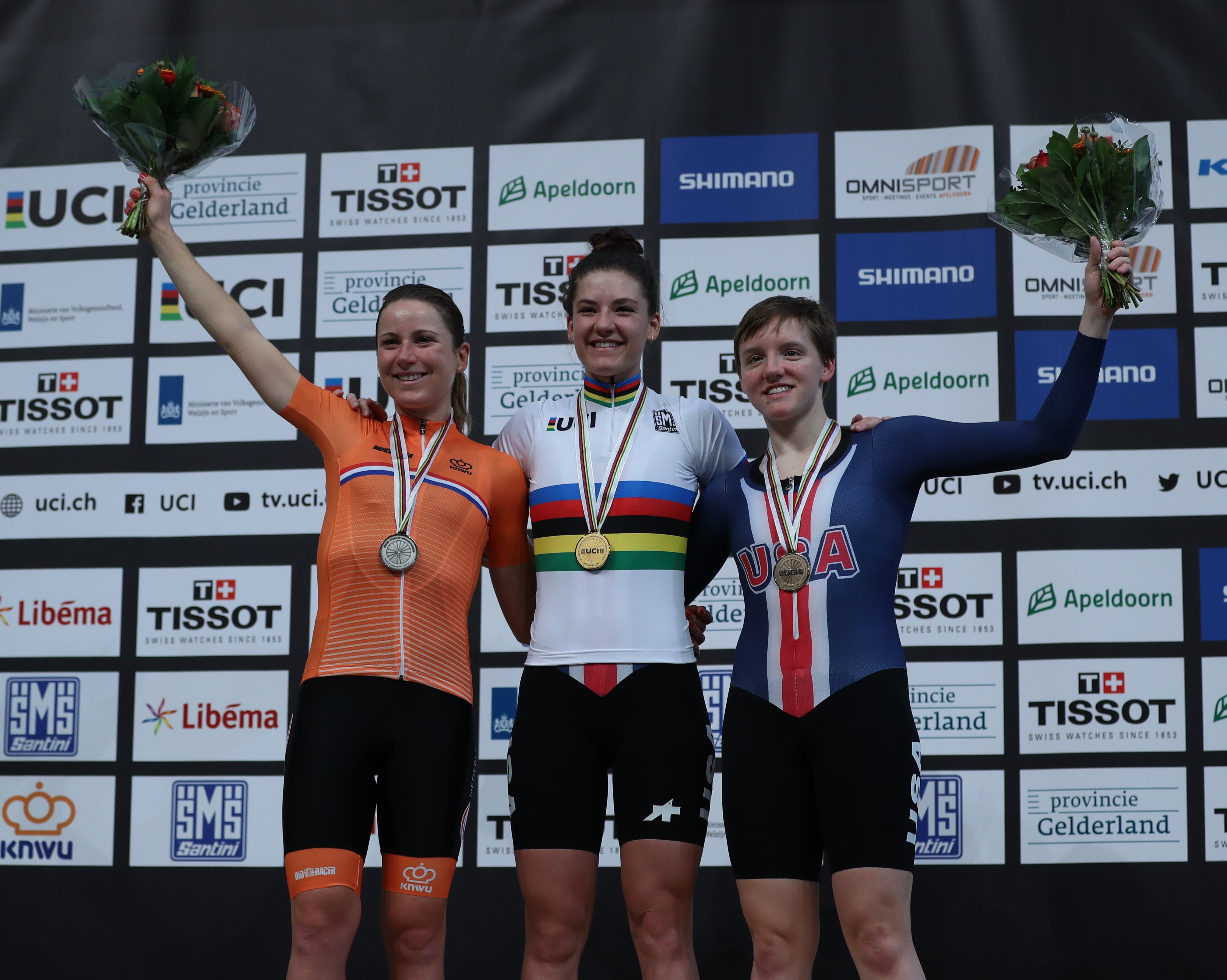
Annemiek van Vleuten obtient la médaille d'argent en poursuite aux championnats du monde

Georgia Williams réalise le doublet lors des championnats de Nouvelle-Zélande sur route.
Au  Santos Women's Tour, Sarah Roy est quatrième du sprint de la première étape. Sur la deuxième étape qui se conclut par une course de côte, Amanda Spratt se classe troisième huit secondes derrière Katrin Garfoot et Lucy Kennedy. Le lendemain, Linda Villumsen mène une longue échappée et compte jusqu'à cinq minutes d'avance. Dans le final, Amanda Spratt et Lauren Stephens s'échappent. Elles reviennent ensuite sur la Néo-Zélandaise puis profitent de l'ascension de Comet Mine pour la lâcher. Dans la dernière ligne droite, elle aussi en pente, Amanda Spratt devance Lauren Stephens et s'empare de la tête du classement général. Elle remporte le lendemain l'épreuve malgré une chute.
Annemiek van Vleuten décide de s'essayer à la poursuite individuelle durant l'hiver 2017-2018. Elle obtient la médaille d'argent au championnat du monde derrière Chloe Dygert qui la rattrape au bout d'un kilomètre.

### Février
Au Circuit Het Nieuwsblad, la victoire se joue au sprint. Christina Siggaard crée néanmoins la surprise en devançant les favorites dont Jolien D'Hoore huitième,. Le lendemain, à l'Omloop van het Hageland, Ellen van Dijk arrive seule. Derrière, Chloe Hosking devance Jolien D'Hoore au sprint.

### Mars
Aux Strade Bianche, Lucy Kennedy et Amanda Spratt se maintiennent aux avant-postes durant toute la course. Finalement, la première est cinquième tandis qu'Amanda Spratt est septième,. Au Tour de Drenthe, dans la dernière ascension du mont VAM, Anouska Koster accélère et est suivie par Sarah Roy et Christine Majerus. Le peloton les reprend rapidement. Sur le circuit urbain, la formation Mitchelton mène le peloton afin de préparer un sprint pour Jolien D'Hoore. Sarah Roy continue de suivre les échappées. Gracie Elvin tente aussi seule et reste un ou deux kilomètres en tête. Alors qu'on s'achemine vers un sprint, une chute gêne de nombreuses favorites à deux kilomètres de la ligne dont Jolien D'Hoore. Elle est onzième,. Au Trofeo Alfredo Binda-Comune di Cittiglio, tout doit se décider dans la dernière ascension d'Orino. Dans celle-ci, Katarzyna Niewiadoma réussit à distancer ses adversaires. Lucy Kennedy et Elisa Longo Borghini tentent certes de prendre sa poursuite, mais sans succès. Amanda Spratt est troisième du sprint du peloton et donc quatrième de la course,.
Aux Trois Jours de La Panne, Gracie Elvin fait partie de l'échappée. À douze kilomètre du but, Mieke Kröger part seule. Gracie Elvin part ensuite à sa chasse. Elles sont reprises à huit cents mètres de l'arrivée. Au sprint, Jolien D'Hoore s'impose,. Sur À travers les Flandres, dans la côte du Trieu, les favorites dont Annemiek van Vleuten accélèrent. Dans le dernier secteur pavé, le Herlegemstraat, Ellen van Dijk attaque. Elle utilise ses capacités en contre-la-montre pour aller s'imposer seule. Annemiek van Vleuten est cinquième,. À Gand-Wevelgem, la course se finit par un sprint massif. Jolien D'Hoore prend l'avantage mais est remontée par Marta Bastianelli, emmenée par Chloe Hosking, dans les derniers mètres,.

### Avril

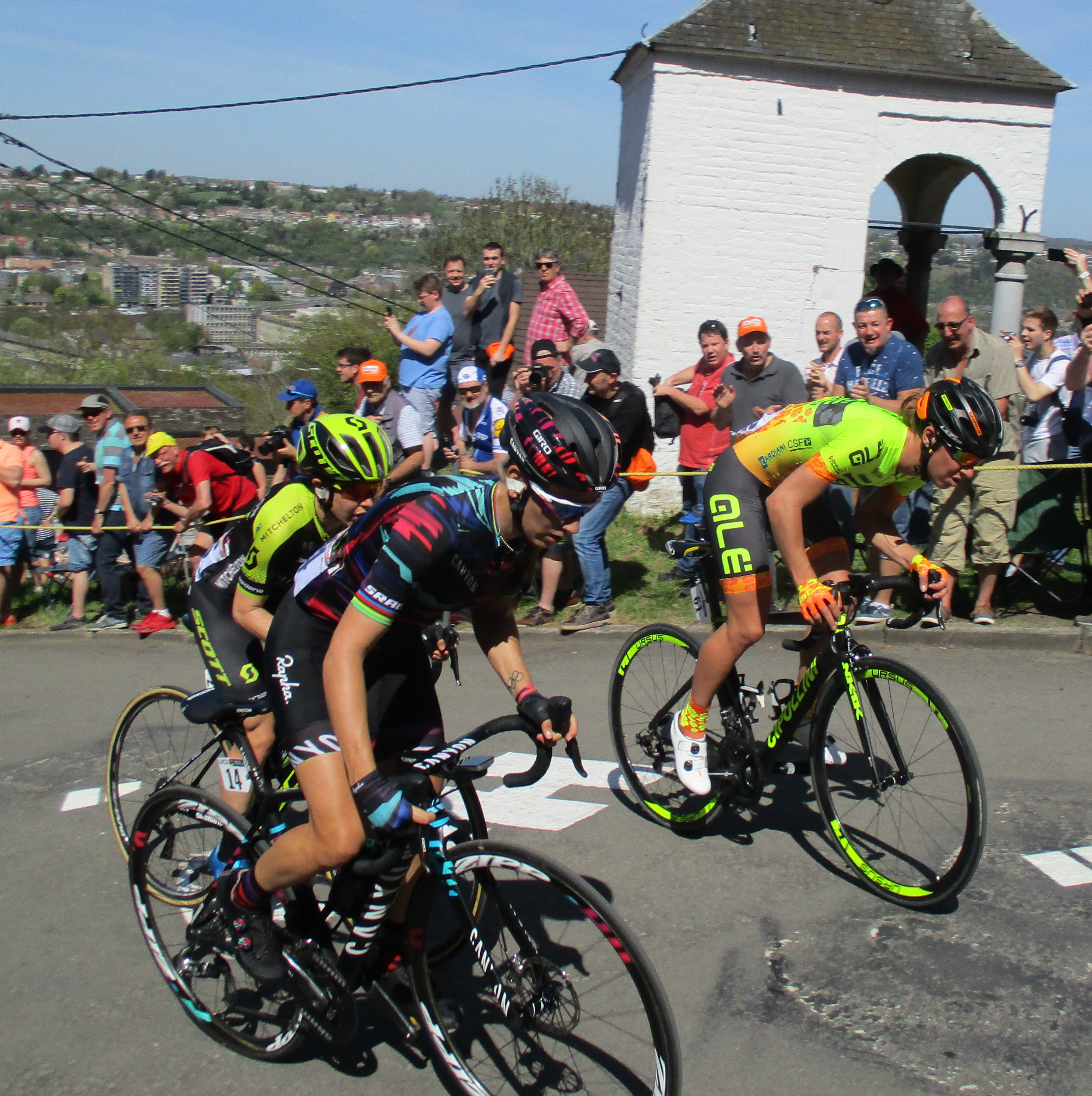
Amanda Spratt dans le groupe de tête sur la Flèche wallonne

Au  Tour des Flandres, dans la montée du mur du de Grammont, Jolien D'Hoore se trouve à l'avant du peloton. La répétition des efforts lui est toutefois fatale. En haut du Kruisberg où onze favorites se sont détachées, elle n'est plus présente à l'inverse d'Annemiek van Vleuten. Anna van der Breggen part seule peu après. Sur le passage bitumé suivant le vieux Quaremont, Annemiek van Vleuten s'isole devant. Chantal Blaak reprend les fugitives dans le Paterberg. Une nouvelle sortie est le fruit de Katarzyna Niewiadoma, Annemiek van Vleuten et Ashleigh Moolman. Elles sont marquées par Amy Pieters. Ce groupe est repris sous la flamme rouge. Anna van der Breggen s'impose nettement. Au sprint, Amy Pieters vient réaliser le doublé devant Annemiek van Vleuten,.
À la Flèche brabançonne, Amanda Spratt fait partie de l'échappée. Au sprint, Jolien D'Hoore est quatrième. À l'Amstel Gold Race, lLe passage du Keutenberg au kilomètre cinquante-quatre provoque une sélection. Un groupe de huit coureuses dont Amanda Spratt se forme à son sommet. L'avantage de l'échappée monte à deux minutes trente. Dans l'avant-dernière montée du Cauberg, Chantal Blaak accélère et n'est suivie que par Alexis Ryan puis par Amanda Spratt. Elles sont ensuite reprises. Dans la dernière ascension du Cauberg, Lucinda Brand est la première à accélérer. Amanda Spratt enchaîne. Chantal Blaak prend les roues. Les trois athlètes abordent la dernière ligne droite ensemble. Amanda Spratt ouvre la route, Lucinda Brand lance le sprint mais est rapidement dépassée par Chantal Blaak qui s'impose facilement. Amanda Spratt est troisième,. À la  Flèche wallonne, dans la côte de Cherave, Pauline Ferrand-Prévot attaque. Elle est suivie par Megan Guarnier, Janneke Ensing et Amanda Spratt. Elles passent ensemble le mur de Huy et comptent quarante-cinq secondes d'avance au kilomètre quatre-vingt-quatorze. Les équipes non-représentées à l'avant réagissent. Dans la côte de Cherave l'écart descend à vingt secondes. Le groupe d'échappée aborde néanmoins en tête le mur de Huy. Ashleigh Moolman est la première à accélérer à cinq cents mètres du but après avoir repris les fuyardes. La Sud-Africaine est suivie par Anna van der Breggen qui la double sur la fin. Annemiek van Vleuten est quatrième et Amanda Spratt cinquième,. Sur Liège-Bastogne-Liège, peu après la Roche-aux-Faucons un groupe dix coureuses se forme. Amanda Spratt profite du surnombre pour sortir. Elle est en tête avec cinquante secondes d'avance à dix kilomètres de l'arrivée. Dans la côte de Saint-Nicolas, Anna van der Breggen et Ashleigh Moolman attaquent de nouveau. La Néerlandaise se montre plus forte et revient seule sur l'Australienne à cinq kilomètres de l'arrivée. À la flamme rouge, elle accélère pour aller s'imposer seule. Amanda Spratt est deuxième. Annemiek van Vleuten et Ashleigh Moolman sprintent pour la troisième place et la Néerlandaise se montre plus rapide.

### Mai

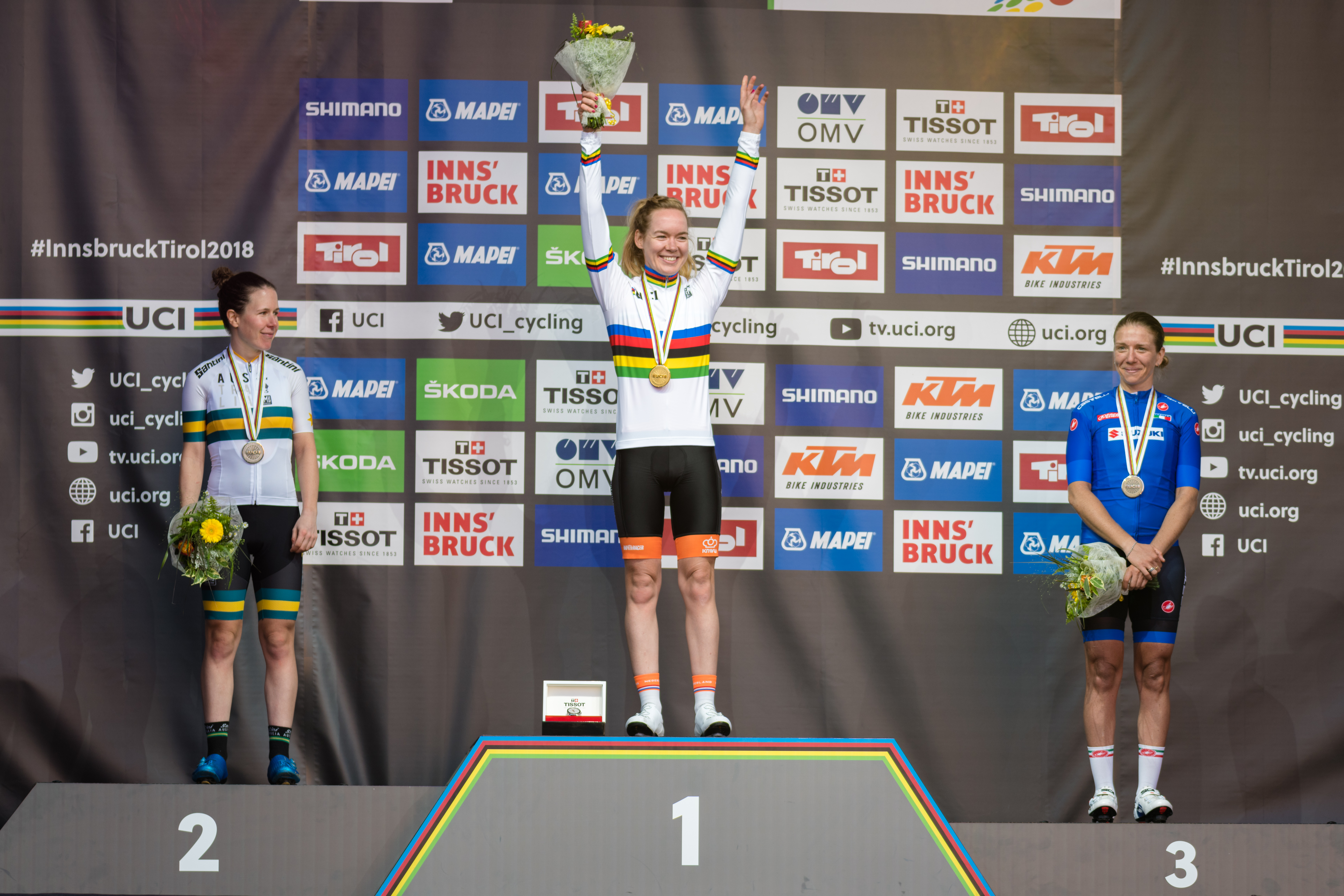
Amanda Spratt (à gauche, ici sur le podium du championnat du monde), obtient une victoire de prestige à l'Emakumeen Euskal Bira grâce à une attaque loin de l'arrivée

À l'Emakumeen Euskal Bira, sur la première étape, au deuxième prix des monts, c'est Anna van der Breggen qui passe en premier au sommet. Annemiek van Vleuten place ensuite plusieurs accélérations. Elle est suivie par Olga Zabelinskaya, Sabrina Stultiens, Ashleigh Moolman et Anna van der Breggen. Au kilomètre, Sabrina Stultiens profite du marquage entre Annemiek van Vleuten et Anna van der Breggen pour partir et s'imposer seule. Un groupe de poursuivante rentre sur les échappées,. Le lendemain, Annemiek van Vleuten remporte le contre-la-montre et s'empare de la tête du classement général. Georgia Williams est cinquième,. Celle-ci, fait partie de l'échappée le lendemain. Elle remonte ainsi à la deuxième place du classement général, trois secondes derrière Annemiek van Vleuten. Le dernier jour, dans le difficile col de Puerto de Urkiola, Amanda Spratt attaque dès le pied. Derrière elle, le groupe de poursuite est constitué entres aux d'Annemiek van Vleuten et Georgia Williams. À soixante-dix kilomètres de l'arrivée, au col, Amanda Spratt possède une avance de trente-cinq secondes sur Annemiek van Vleuten, Anna van der Breggen et Ashleigh Moolman. L'Australienne creuse l'écart et compte deux minutes trente d'avance dix-huit kilomètres plus loin. Amanda Spratt s'impose néanmoins avec plus de deux minutes d'avance sur les autres favorites. Amanda Spratt remporte ainsi le classement général. Mitchelton-Scott est la meilleure équipe,.
La semaine suivante, elle confirme sa bonne forme au Grand Prix Cham-Hagendorn, en partant dans le final pour s'imposer de nouveau seule. Le même jour, sur Gooik-Geraardsbergen-Gooik, Sarah Roy attaque à Grammont. Dans le Bosberg, Gracie Elvin part en contre. Elles font la jonction et réalise alors un contre-la-montre par équipes à deux. Elles s'imposent avec plus de six minutes d'avance, Sarah Roy passant la ligne en premier.

### Juin

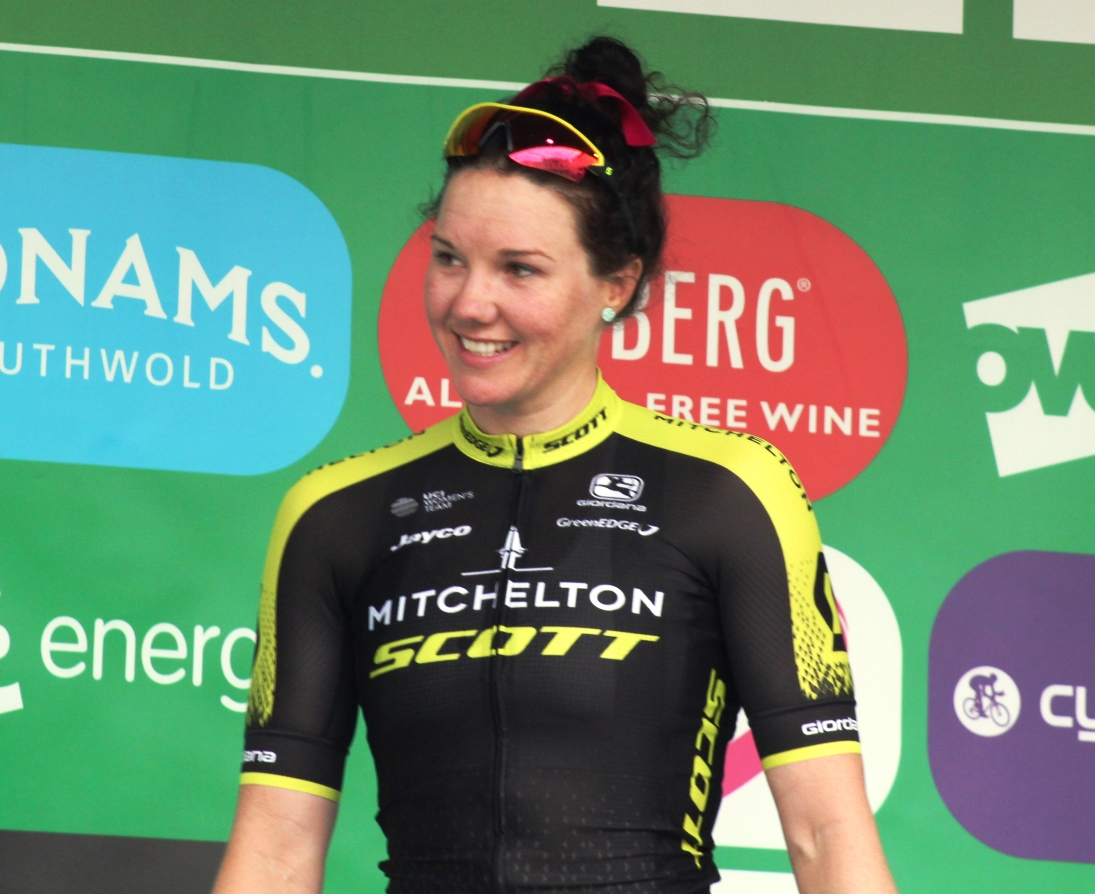
Sarah Roy gagne la troisième étape du Women's Tour

Au Women's Tour, Jolien D'Hoore remporte la première étape au sprint. Le lendemain, Gracie Elvin est cinquième. Lors de la troisième étape, Sarah Roy s'impose tout en puissance en remontant Marianne Vos,,.

### Juillet
Sur le Tour d'Italie, la formation termine deuxième du contre-la-montre par équipes une seconde derrière l'équipe Sunweb,. Jolien D'Hoore remporte ensuite les troisième et quatrième étapes au sprint. Sur la sixième étape, Mitchelton-Scott imprime le rythme avec la Canyon-SRAM dans la montée finale. Amanda Spratt attaque à quatre kilomètres de la ligne. Derrière, Annemiek van Vleuten marque les autres grimpeuses. L'Australienne s'impose devant la Néerlandaise et s'empare du maillot rose,. Annemiek van Vleuten remporte très largement le contre-la-montre devant Ashleigh Moolman. Amanda Spratt est cinquième. Elle prend la tête du classement général par la même occasion,. Sur la neuvième étape, dans le Zoncolan, Ashleigh Moolman attaque au bout de quatre kilomètres d'ascension. Elle est suivie par Annemiek van Vleuten mais continue à imprimer un rythme élevé. À trois kilomètres de l'arrivée, Annemiek van Vleuten attaque à son tour et va s'imposer seule. Amanda Spratt remonte à la troisième place du classement général,. Lors de la dernière étape, dans le dernier kilomètre de la dernière ascension, Annemiek van Vleuten passe à l'offensive et obtient immédiatement l'avantage. Elle s'impose seule,. Elle remporte ainsi ce Tour d'Italie. Amanda Spratt est troisième. Annemiek van Vleuten gagne par ailleurs le classement par points, tandis qu'Amanda Spratt s'adjuge le classement de la montagne.
À La course by Le Tour de France, Amanda Spratt attaque dans le final du col de Romme, sans succès. Dans le col de la Colombière, Mavi Garcia accélère dans les premières pentes du col de la Colombière, mais elle est contrée par Anna van der Breggen, Ashleigh Moolman et Annemiek van Vleuten. Anna van der Breggen accélère dans le final et passe au sommet avec dix secondes d'avance sur Annemiek van Vleuten et vingt sur la Sud-Africaine. L'écart reste constant dans la descente. Anna van der Breggen semble partie pour s'imposer, mais Annemiek van Vleuten revient dans les tout derniers mètres pour la devancer. Jolien D'Hoore court au BeNe Ladies Tour, sous le maillot de sa sélection nationale. Elle est quatrième du prologue, puis sixième du sprint de la première étape. Sur la deuxième étape, elle se classe deuxième, toujours au sprint, derrière Lorena Wiebes. L'après-midi, elle est quatrième du contre-la-montre seize secondes derrière la vainqueur Trixi Worrack. Lors de l'ultime étape, elle est troisième du sprint. Elle est cinquième du classement général final,.
À la RideLondon-Classique, Jolien D'Hoore explique avoir pris la mauvaise roue au sprint, ce qui explique sa décevante septième place.

### Août
Au contre-la-montre par équipes de l'Open de Suède Vårgårda, Mitchelson-Scott est septième. Sur la course en ligne, l'équipe ne pèse pas sur l'épreuve. La formation se classe deuxième du contre-la-montre par équipes du Tour de Norvège trente-huit secondes derrière l'équipe Sunweb. Sur la course par étapes, Gracie Elvin est quatrième du sprint de la première étape. 
À la Veenendaal-Veenendaal Classic, à trente-cinq kilomètres de la ligne, Annemiek van Vleuten attaque avec Malgorzata Jasinska. Elles ne sont plus reprises. Au sprint, Annemiek van Vleuten prend le dessus sur la Polonaise. Au Grand Prix de Plouay, Amanda Spratt se classe cinquième dans le groupe des favorites.

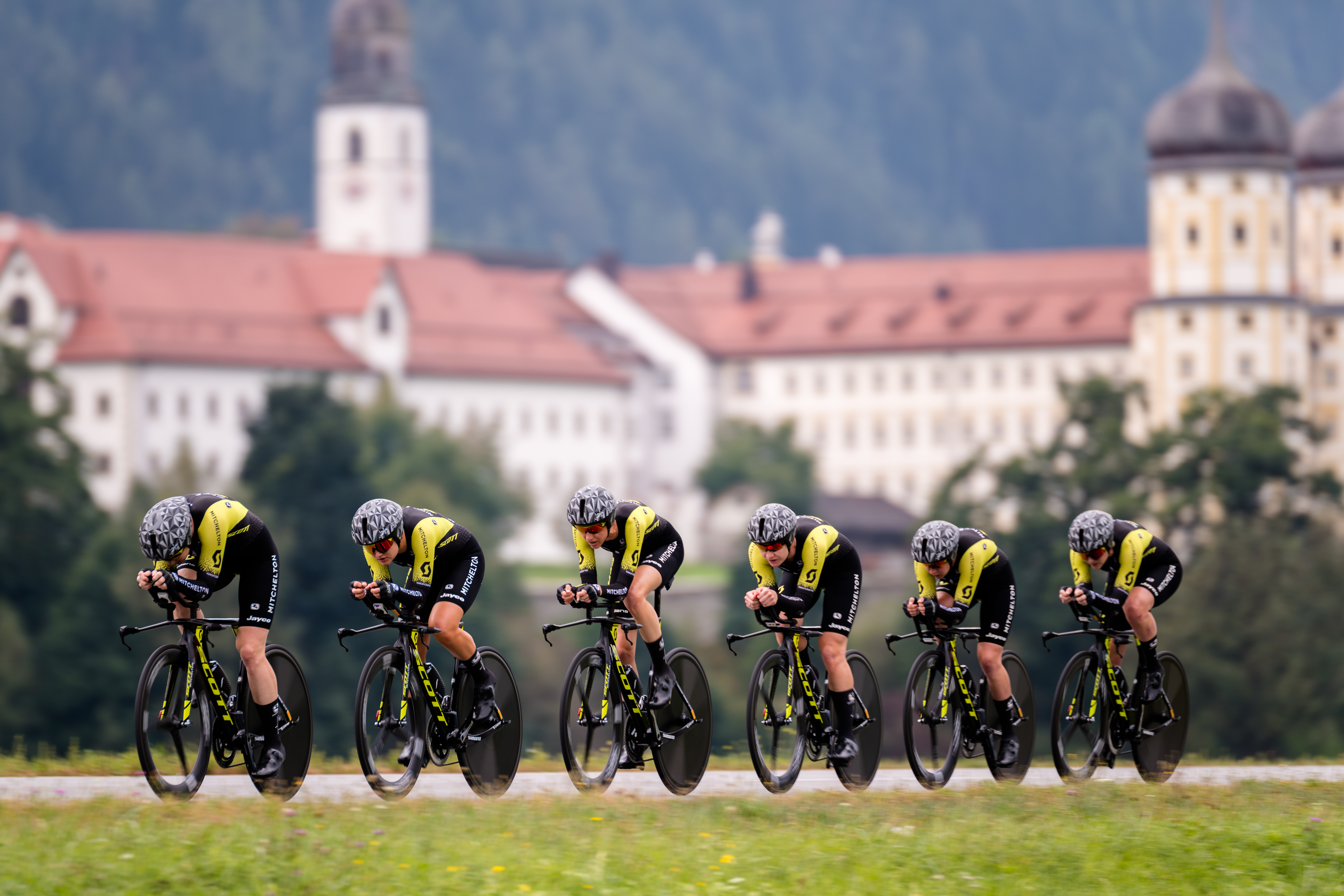
Au championnat du monde de contre-la-montre par équipes

Sur le Boels Ladies Tour, Annemiek van Vleuten remporte comme l'année précédente le prologue. Elle compte sept secondes d'avance sur Anna van der Breggen. Sur la deuxième étape, au kilomètre cent-douze, Annemiek van Vleuten attaque avec Anna van der Breggen et Elisa Longo Borghini. La première se détache des deux autres. Elle a quarante secondes d'avance à dix kilomètres de l'arrivée. Les motos ouvreuses se trompent de parcours causant une perte d'environ vingt secondes pour la leader. Elle s'impose néanmoins avec douze secondes d'avance. Lors de la troisième étape, Gracie Elvin fait partie du groupe d'échappée. Au sprint, Jolien D'Hoore se classe troisième. Sur la cinquième étape, sur un parcours similaire à l'Amstel Gold Race, Amanda Spratt se place dans le groupe de chasse à mi-course. Elle est ensuite reprise. Sur le contre-la-montre final, Annemiek van Vleuten confirme sa suprématie en s'imposant pour vingt-deux secondes devant Ellen van Dijk. Elle remporte ainsi la course pour la seconde année consécutive. Elle gagne également le classement par points.

### Septembre

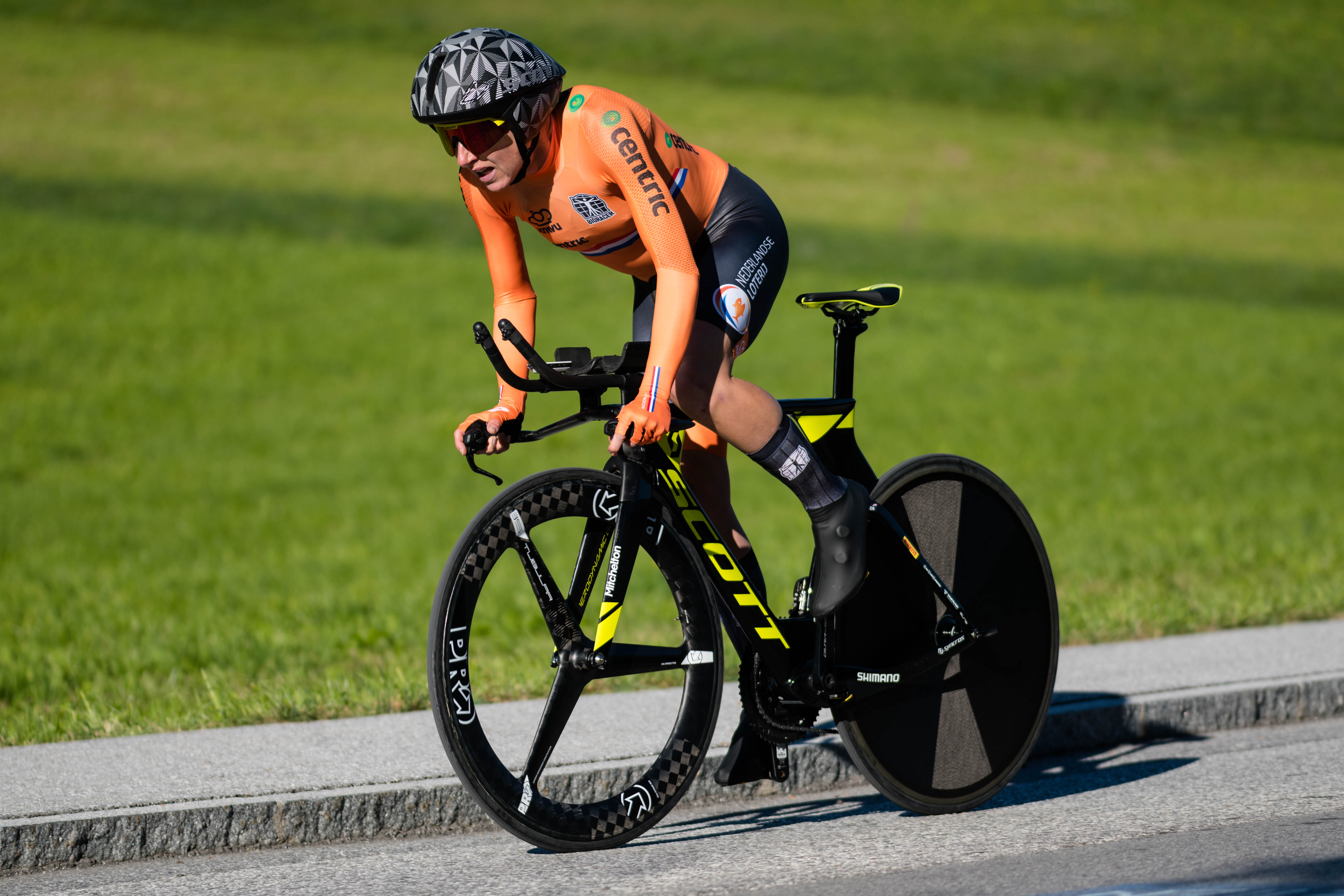
Annemiek van Vleuten en route vers le titre mondial

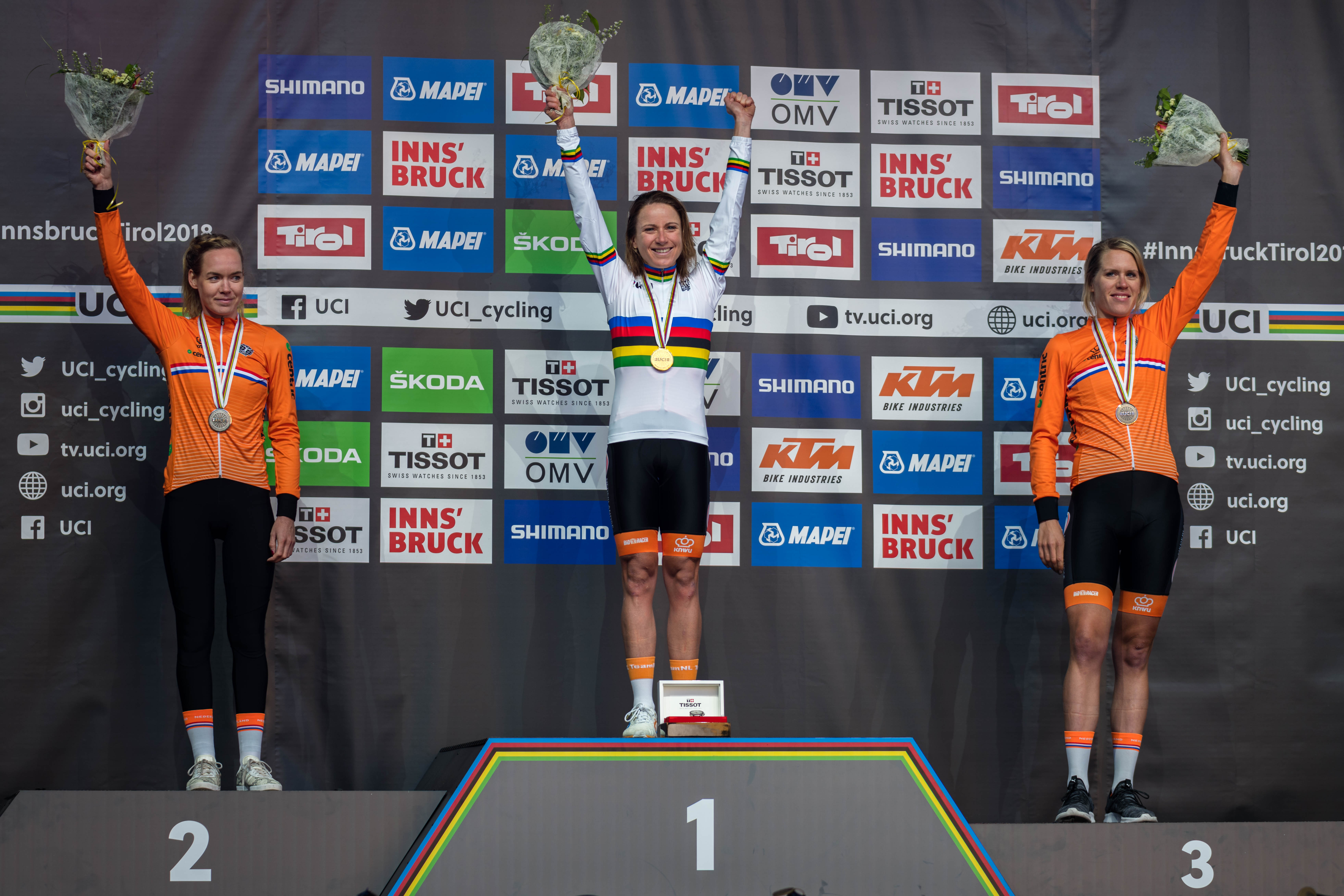
Podium du championnat du monde de contre-la-montre

Aux championnats du monde, Mitchelton-Scott est cinquième du contre-la-montre par équipes. Au contre-la-montre individuel, Annemiek van Vleuten est la dernière à s'élancer. Elle effectue le départ le plus rapide et maintient son allure jusqu'à la fin. Elle gagne ainsi le titre pour la seconde fois avec une avance de vingt-neuf secondes sur Anna van der Breggen. Georgia Williams est onzième,. Sur la course en ligne, peu avant l'ascension du Gnadenwald, un îlot directionnel provoque une chute dans le peloton impliquant notamment Annemiek van Vleuten. Elle a quelques difficultés à remonter sur sa machine mais profite de la côte pour se replacer rapidement. La première ascension de la côte d'Igls voit Lepistö lachée et Lucy Kennedy imprimer un rythme soutenu dans le peloton. Coryn Rivera attaque au sommet et, grâce à une descente rapide, obtient trente secondes d'avance. À cinquante kilomètres de l'arrivée, elle est rejointe par cinq autres coureuses dont Amanda Spratt.  Lors de l'ascension suivante, Ellen van Dijk est distancée. L'équipe des Pays-Bas réagit alors. Annemiek van Vleuten et Anna van der Breggen attaquent tour à tour, finalement cette dernière s'extirpe du peloton à quarante-deux kilomètres de l'arrivée. Amanda Spratt lui tient un temps la roue, mais la Néerlandaise est trop forte et part seule. L'Australienne est finalement deuxième à plus de trois minutes de la Néerlandaise. Annemiek van Vleuten est septième,,. Après la course, elle passe des examens à l'hôpital. Ils révèlent une fracture du tibia au niveau du genoux. Elle est opérée du lundi. Elle explique avoir été blessée par les propos des médias quant à l'éventuelle mésentente entre elle et Anna van der Breggen.

### Octobre
Georgia Williams est quatrième au sprint du Tour du Guangxi.

## Victoires

### Sur route
| Victoires | Victoires                                           | Victoires        | Victoires | Victoires            | Victoires |
| Date      | Course                                              | Pays             | Classe    | Vainqueur            |           |
| --------- | --------------------------------------------------- | ---------------- | --------- | -------------------- | --------- |
| 5 janv.   | Championnat d'Australie du contre-la-montre         | Australie        | CN        | Katrin Garfoot       |           |
| 5 janv.   | Championnat de Nouvelle-Zélande du contre-la-montre | Nouvelle-Zélande | CN        | Georgia Williams     |           |
| 6 janv.   | Championnat de Nouvelle-Zélande sur route           | Nouvelle-Zélande | CN        | Georgia Williams     |           |
| 13 janv.  | 3e étape, Women's Tour Down Under                   | Australie        | 2.1       | Amanda Spratt        |           |
| 14 janv.  | Classement général, Women's Tour Down Under         | Australie        | 2.1       | Amanda Spratt        |           |
| 22 mars   | Trois jours de La Panne                             | Belgique         | 1.WWT     | Jolien D'Hoore       |           |
| 20 mai    | 2e étape, Iurreta-Emakumeen Bira                    | Espagne          | 2.WWT     | Annemiek van Vleuten |           |
| 22 mai    | 4e étape, Iurreta-Emakumeen Bira                    | Espagne          | 2.WWT     | Amanda Spratt        |           |
| 22 mai    | Classement général, Iurreta-Emakumeen Bira          | Espagne          | 2.WWT     | Amanda Spratt        |           |
| 27 mai    | Grand Prix Cham-Hagendorn                           | Suisse           | 1.2       | Amanda Spratt        |           |
| 27 mai    | Gooik-Geraardsbergen-Gooik                          | Belgique         | 1.1       | Sarah Roy            |           |
| 13 juin   | 1re étape du Tour de Grande-Bretagne féminin        | Royaume-Uni      | 2.WWT     | Jolien D'Hoore       |           |
| 15 juin   | 3e étape du Tour de Grande-Bretagne féminin         | Royaume-Uni      | 2.WWT     | Sarah Roy            |           |
| 8 juill.  | 3e étape du Tour d'Italie                           | Italie           | 2.WWT     | Jolien D'Hoore       |           |
| 9 juill.  | 4e étape du Tour d'Italie                           | Italie           | 2.WWT     | Jolien D'Hoore       |           |
| 11 juill. | 6e étape du Tour d'Italie                           | Italie           | 2.WWT     | Amanda Spratt        |           |
| 12 juill. | 7e étape du Tour d'Italie                           | Italie           | 2.WWT     | Annemiek van Vleuten |           |
| 14 juill. | 9e étape du Tour d'Italie                           | Italie           | 2.WWT     | Annemiek van Vleuten |           |
| 15 juill. | 10e étape du Tour d'Italie                          | Italie           | 2.WWT     | Annemiek van Vleuten |           |
| 15 juill. | Classement général, Tour d'Italie                   | Italie           | 2.WWT     | Annemiek van Vleuten |           |
| 17 juill. | La Course by Le Tour de France                      | France           | 1.WWT     | Annemiek van Vleuten |           |
| 22 août   | Veenendaal Veenendaal Classic                       | Pays-Bas         | 1.1       | Annemiek van Vleuten |           |
| 28 août   | Prologue, Simac Ladies Tour                         | Pays-Bas         | 2.WWT     | Annemiek van Vleuten |           |
| 29 août   | 2e étape, Simac Ladies Tour                         | Pays-Bas         | 2.WWT     | Annemiek van Vleuten |           |
| 2 sept.   | 6e étape, Simac Ladies Tour                         | Pays-Bas         | 2.WWT     | Annemiek van Vleuten |           |
| 2 sept.   | Classement général, Simac Ladies Tour               | Pays-Bas         | 2.WWT     | Annemiek van Vleuten |           |
| 25 sept.  | Championnat du monde du contre-la-montre            | Autriche         | CM        | Annemiek van Vleuten |           |

### Résultats sur les courses majeures

#### World Tour
| Date                | #  | Course                                   | Pays            | Meilleure classée    | Classement |
| ------------------- | -- | ---------------------------------------- | --------------- | -------------------- | ---------- |
| 3 mars              | 1  | Strade Bianche                           | Italie          | Lucy Kennedy         | 5e         |
| 11 mars             | 2  | Tour de Drenthe                          | Pays-Bas        | Jolien D'Hoore       | 11e        |
| 18 mars             | 3  | Trofeo Alfredo Binda-Comune di Cittiglio | Italie          | Amanda Spratt        | 4e         |
| 22 mars             | 4  | Trois Jours de la Panne                  | Belgique        | Jolien D'Hoore       | Vainqueur  |
| 25 mars             | 5  | Gand-Wevelgem                            | Belgique        | Jolien D'Hoore       | 2e         |
| 1er avril           | 6  | Tour des Flandres                        | Belgique        | Annemiek van Vleuten | 3e         |
| 15 avril            | 7  | Amstel Gold Race                         | Pays-Bas        | Amanda Spratt        | 3e         |
| 18 avril            | 8  | Flèche wallonne                          | Belgique        | Annemiek van Vleuten | 4e         |
| 22 avril            | 9  | Liège-Bastogne-Liège                     | Belgique        | Amanda Spratt        | 2e         |
| 26-28 avril         | 10 | Tour de l'île de Chongming               | Chine           | Jolien D'Hoore       | 8e         |
| 10-13 mai           | 11 | Tour de Californie                       | États-Unis      | -                    | -          |
| 19-22 mai           | 12 | Emakumeen XXXI. Bira                     | Espagne         | Amanda Spratt        | Vainqueur  |
| 13-17 juin          | 13 | The Women's Tour                         | Grande-Bretagne | Sarah Roy            | 16e        |
| 6-15 juillet        | 14 | Tour d'Italie                            | Italie          | Annemiek Van Vleuten | Vainqueur  |
| 17 juillet          | 15 | La course by Le Tour de France           | France          | Annemiek Van Vleuten | Vainqueur  |
| 28 juillet          | 16 | RideLondon-Classique                     | Grande-Bretagne | Jolien D'Hoore       | 7e         |
| 10 août             | 17 | Open de Suède Vårgårda TTT               | Suède           | Mitchelton-Scott     | 7e         |
| 12 août             | 18 | Open de Suède Vårgårda                   | Suède           | Sarah Roy            | 12e        |
| 16 août             | 19 | Tour de Norvège TTT                      | Norvège         | Mitchelton-Scott     | 2e         |
| 17-19 août          | 20 | Tour de Norvège                          | Norvège         | Gracie Elvin         | 11e        |
| 25 août             | 21 | Grand Prix de Plouay                     | France          | Amanda Spratt        | 5e         |
| 28 août-2 septembre | 22 | Boels Rental Ladies Tour                 | Pays-Bas        | Annemiek Van Vleuten | Vainqueur  |
| 10 septembre        | 23 | La Madrid Challenge by La Vuelta         | Espagne         | Sarah Roy            | 8e         |
| 21 octobre          | 24 | Tour du Guangxi                          | Chine           | Georgia Williams     | 4e         |

Annemiek van Vleuten remporte le classement individuel. Amanda Spratt est quatrième et Jolien D'Hoore neuvième. La formation est deuxième du classement par équipes.

#### Grand tour
| Grand tour            | Tour d'Italie                                                |
| --------------------- | ------------------------------------------------------------ |
| Coureuse (classement) | Annemiek van Vleuten (Vainqueur)                             |
| Accessits             | 6 victoires d'étape, classement par points et de la montagne |

## Classement mondial
| Classement UCI | Classement UCI       | Classement UCI   | Classement UCI |
| Coureuse       | Coureuse             | Pays             | Points         |
| -------------- | -------------------- | ---------------- | -------------- |
| 1re            | Annemiek van Vleuten | Pays-Bas         | 1923 pts       |
| 4e             | Amanda Spratt        | Australie        | 1628 pts       |
| 11e            | Jolien D'Hoore       | Belgique         | 968 pts        |
| 48e            | Sarah Roy            | Australie        | 375 pts        |
| 52e            | Georgia Williams     | Nouvelle-Zélande | 339 pts        |
| 63e            | Gracie Elvin         | Australie        | 290 pts        |
| 83e            | Lucy Kennedy         | Australie        | 240 pts        |
| 187e           | Alexandra Manly      | Australie        | 83 pts         |
| 252e           | Jessica Allen        | Australie        | 47 pts         |
| 707e           | Jenelle Crooks       | Australie        | 3 pts          |

Mitchelton-Scott est deuxième du classement par équipes.